# Oncostemum scriptum
Oncostemum scriptum är en viveväxtart som beskrevs av Joseph Marie Henry Alfred Perrier de la Bâthie. Oncostemum scriptum ingår i släktet Oncostemum och familjen viveväxter. Inga underarter finns listade i Catalogue of Life.